# Cellulite (infection)
Pour les articles homonymes, voir Cellulite.
 Mise en garde médicale
La cellulite (ici à ne pas confondre avec les capitons gras qui apparaissent sous la peau, et qui portent le même nom) est une inflammation sévère, diffuse des tissus conjonctifs de la couche dermique et sous-cutanés.
Il s'agit d'une infection bactérienne consécutive à une rupture de l'intégrité de la peau : craquelures de la peau, coupures, brûlures, morsures d'insectes, plaies chirurgicales, injection de drogue ou infection de sites d'insertion de cathéters intraveineux. Cette cellulite peut être causée par la flore cutanée normale ou par des bactéries exogènes, présentes dans de l'eau stagnante par exemple. La cellulite se distingue d'un abcès par son caractère diffus et non limité.
La peau du visage ou du bas des jambes est la plus souvent touchée par cette infection, mais une cellulite peut se produire sur n'importe quelle partie du corps. Dans l'angine de Ludwig (urgence médicale), la cellulite touche l'espace sous-mandibulaire.
Le traitement de base est l'antibiotique approprié, avec une période de récupération allant de 48 heures à six mois.
L'érysipèle définit une infection plus superficielle du derme et de la couche supérieure sous-cutanée, qui se présente cliniquement avec un contour bien défini. L'érysipèle coexiste souvent avec la cellulite et il est souvent difficile de distinguer l'un de l'autre.

## Diagnostic et symptômes
La cellulite fait le plus souvent l'objet d'un diagnostic clinique, et les cultures locales ne permettent pas toujours d'identifier le microorganisme responsable (l'hémoculture n'est généralement positive que quand le patient développe un sepsis).
La cellulite peut être confondue avec, par exemple :
- une réaction à certaines piqûres d'araignées ou de tique (érythème migrant dans ce dernier cas) ;
- une mycose ;
- une dermatite allergique ;
- une thrombose veineuse profonde[2] (pouvant être diagnostiquée par une échographie Doppler) ;
- une dermite de stase[3] (inflammation de la peau due à une mauvaise circulation sanguine)...

### Symptômes
Les signes locaux sont des signes inflammatoires, à savoir une peau rougie, chaude et tendue, avec souvent une douleur au niveau du site infectieux.
Le diagnostic peut être complété par des tests sanguins, une culture à partir de prélèvement dans une plaie ou d'autres tests pour éliminer d'autres maladies (échographie-doppler des veines par exemple, pour éliminer une thrombose veineuse profonde).
Quand elles ont traversé la barrière de la peau, les bactéries peuvent se propager rapidement, entrer dans les ganglions lymphatiques et dans la circulation sanguine et ainsi diffuser dans tout le corps. Il peut en résulter des signes cliniques et symptômes infectieux généraux (température élevée, transpiration, ou sensation de froid avec tremblements et sensation de ne pas pouvoir se réchauffer).
Les zones corporelles les plus touchées sont les membres inférieurs (érysipèle), le visage et le cou (cellulite faciale et staphylococcie maligne de la face) où un trismus est fréquemment observé.
Une « porte d'entrée » est généralement retrouvée au niveau locorégional (plaie du pied pour une infection de la jambe ou du pied, furoncle manipulé, dent cariée…), mais elle peut être absente.
Les photos présentées ci-dessous illustrent des cas bénins de la maladie. Elles ne sont pas représentatives des premiers stades.

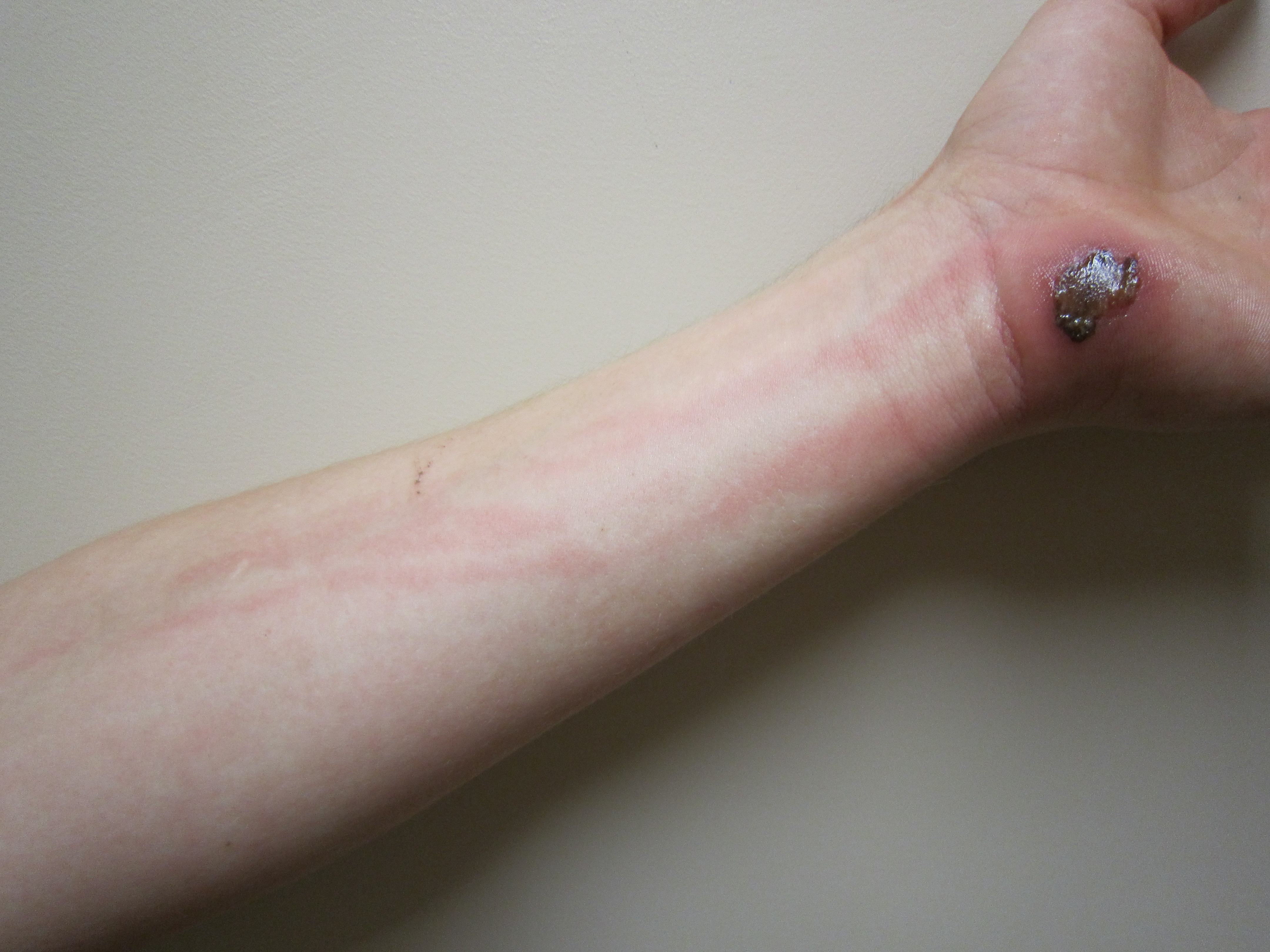
Cellulite induite par une abrasion de la peau (des rougeurs le long du bras montrent la réaction du système lymphatique)
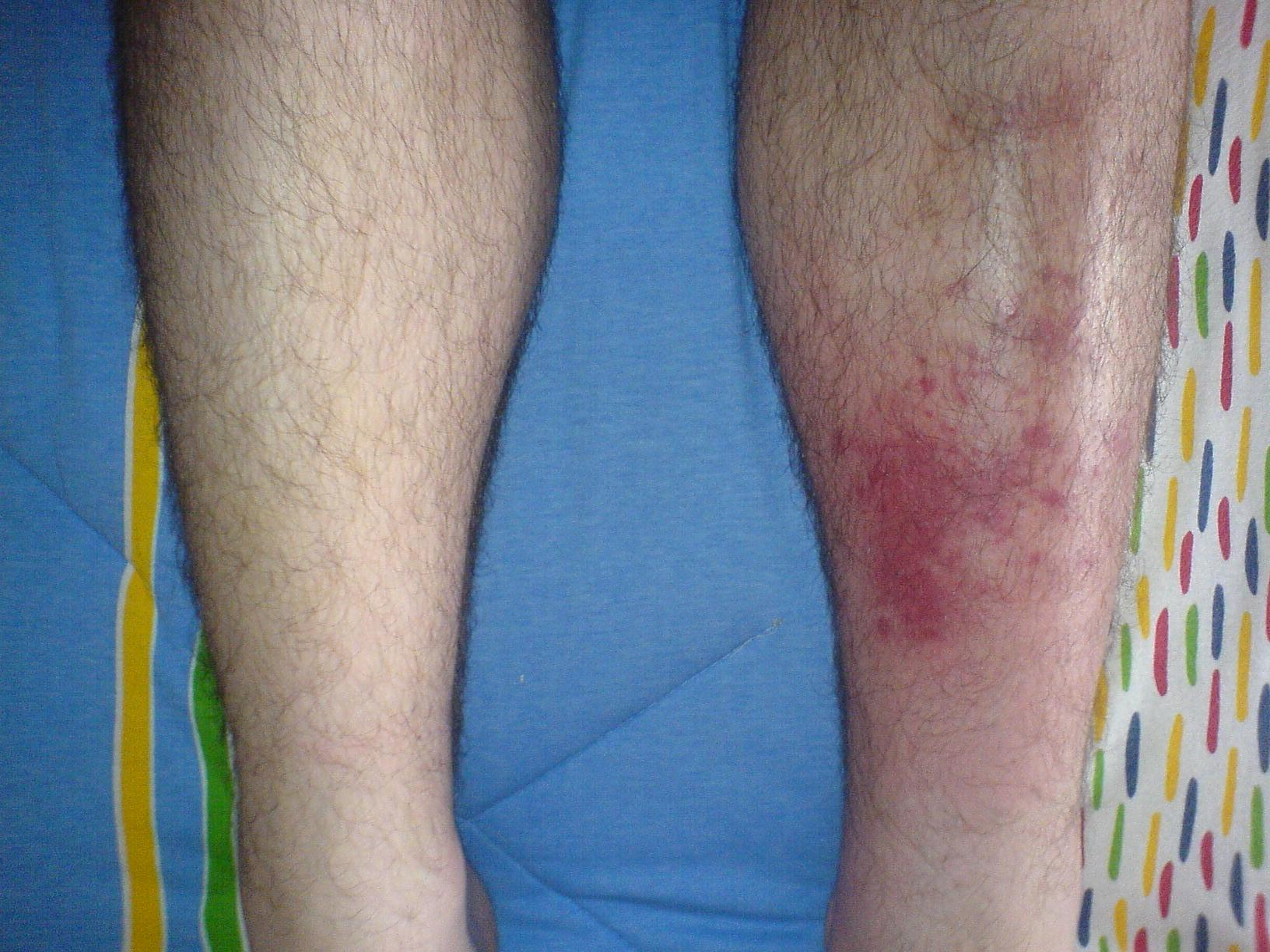
Tibia gauche infecté, comparé au tibia normal
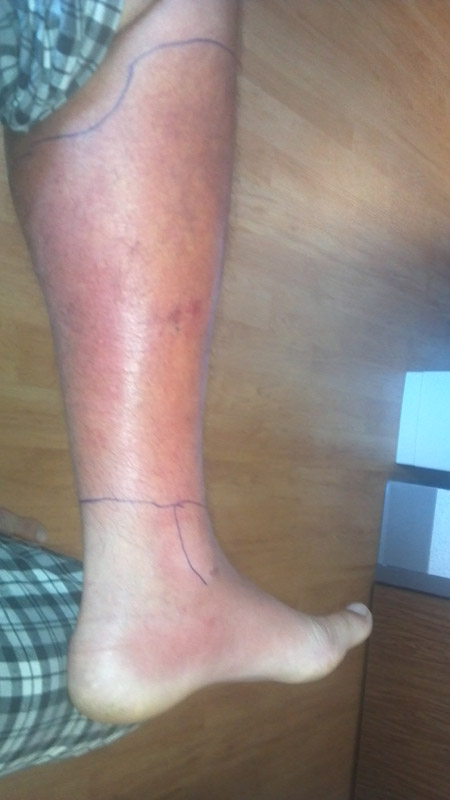
Cellulite sur une jambe avec pied touché.

L’incubation et la durée dépendent de la porte d'entrée, du statut immunitaire de la personne et de la virulence du ou des germes, mais elle est en général rapide. En l'absence de traitement, elle se fait vers une extension et éventuellement vers une fasciite nécrosante. Il s'agit donc d'une urgence médicale.

### Examens complémentaires
Les examens complémentaires sont orientés par la clinique et ne sont pas systématiques. Ils peuvent consister en des prélèvements bactériologiques sur le site infectieux et la porte d'entrée, et, éventuellement, des hémocultures.
En cas de cellulite faciale, l'imagerie panoramique dentaire permet la recherche d'une éventuelle dent causale et une radiographie standard peut révéler une ostéite associée.
L'échographie permet de voir parfois une collection (abcédation) pouvant conduire à une évacuation chirurgicale.

## Causes

### La cause initiale
C'est une blessure (coupure, abrasion...) ou une vulnérabilité locale de la peau, qui a permis à des bactéries de la pénétrer et de s'y développer. Le point d'entrée peut être très petit, voire invisible.
Ce sont notamment les piqûres d'insectes ou morsure d'animaux (dont acariens, dont araignées, tiques), les cloques, tatouages, éruptions cutanées prurigineuses,  une intervention chirurgicale récente, le pied d'athlète, une peau sèche, l'eczéma, l'injection de drogues (en particulier sous-cutanée ou intramusculaire ou lorsqu'il y a eu accident lors d'une tentative d'injection intraveineuse), les brûlures et des furoncles. Il y a débat sur la question de la participation éventuelle de lésions mineures du pied.

### Facteurs de risque
Les facteurs de risque sont la grossesse, l'obésité et les maladies qui peuvent affecter la circulation sanguine des jambes (ex. : insuffisance veineuse chronique, veines variqueuses, lymphœdème). Pour les mêmes raisons, les patients ayant souffert d'une poliomyélite, et surtout les diabétiques, sont plus sensibles à la cellulite que la population générale (cf. Pied diabétique / ulcère du pied), a priori en raison d'un système immunitaire affaibli et d'une mauvaise circulation sanguine dans les jambes. Un mauvais contrôle de la glycémie permet aux bactéries de croître plus rapidement dans les tissus affectés, et facilite leur progression rapide si l'infection pénètre dans le sang. Une dégénérescence neuronale associée au  diabète implique que ces ulcères peuvent ne pas être douloureux. Moins alarmants pour le patient, ils ont plus de risques de s'infecter.
Les personnes âgées et toute personne présentant un déficit immunitaire (système immunitaire affaibli, pour des raisons génétiques, à la suite d'une maladie ou en raison de prise de médicaments immunosuppresseurs) risquent plus de contracter la cellulite.
Certaines maladies de peau (ex. : varicelle et zona qui se traduisent souvent par des cloques qui se percent) offrent une lacune dans la peau à travers lequel les bactéries peuvent pénétrer. Le lymphoedème, qui provoque le gonflement des bras ou des jambes, peut aussi mettre une personne à risque. L'hidrosadénite (affection rare) est aussi un facteur de risque.
La promiscuité dans les installations sanitaires et les logements (dortoirs, installations militaires, maisons de soins infirmiers, plates-formes pétrolières, refuges pour itinérants…) est un autre facteur de risque.
Les personnes à peau blanche semblent plus sujettes à cette atteinte.

### Bactéries en cause
Les plus communément responsables sont des  staphylocoques dorés (plus de la moitié des cas) et des streptocoques du groupe A (un quart des cas). Ces bactéries font partie du biofilm formé par la flore naturelle de la peau. Elles ne provoquent pas d'infection réelle tant qu'elles restent sur la surface externe de la peau.
L'infection est en général polymicrobienne (association plus ou moins synergique de plusieurs bactéries, généralement saprophytes). Une culture bactériologique est généralement réalisée en vue de repérer une éventuelle antibiorésistance de certains germes. Des germes saprophytes cutanés (Staphylococcus aureus, S. epidermidis…) prédomineront dans les érysipèles et sur les autres sites.
Les bactéries responsables peuvent aussi provenir du biofilm des muqueuses ou d'infections dentaires : c'est le cas pour environ 80 % des cas des « angines de Ludwig » des cellulites faciales, dont la « cellulite de l'espace sous-mandibulaire » impliquant des streptocoques, entérobactéries et germes anaérobies… Des infections mixtes associant une flore aérobies et anaérobies, sont ainsi communément associés à la cellulite de l'angine de Ludwig, avec alors typiquement des streptocoques alpha-hémolytique associés à des staphylocoques et des groupes Bacteroides.

La contamination se fait ainsi par voie locorégionale ; une dissémination hématogène est exceptionnelle.

## Physiopathologie
Cas des cellulites faciales d'origine dentaire : lors d'une infection non traitée de la dent, un kyste péri-apical va se former autour de la racine de la dent (l'infection est alors extrêmement localisée). L'infection va s'étendre aux tissus mous avoisinants et se répandre en respectant les loges anatomiques.
Cas de l'érysipèle : il s'agit classiquement des infections du pied diabétique. À partir d'une plaie au niveau du pied, des germes cutanés saprophytes vont se disséminer dans les tissus mous ; une extension osseuse (ostéite) est parfois associée.
Rarement, l'infection se propage dans la couche profonde dite doublure aponévrotique (ex. : aponévrosite plantaire).
La fasciite nécrosante à propos de laquelle les médias évoquent les « bactéries mangeuses de chair », est un exemple d'infection de la couche aponévrotique. Il s'agit d'une urgence médicale.

## Prévention
Sont conseillés des soins dentaires réguliers, une bonne hygiène corporelle, particulièrement des pieds (en ayant si besoin recours au pédicure), une antisepsie des plaies et protection par un pansement changé régulièrement jusqu'à cicatrisation. Un furoncle ne doit pas être manipulé.

## Pronostic
En l'absence de traitement, l'évolution spontanée est très rarement favorable, pouvant se compliquer de fasciite nécrosante et éventuellement de choc septique. Sous traitement antibiotique ou chirurgical (comme le drainage), l'évolution est en général excellente.

## Formes cliniques
Il existe deux types de cellulite : circonscrite (affection bénigne) ou diffuse (affection maligne).

### D'origine dentaire péri-maxillaire
La cellulite aiguë séreuse se caractérise par une tuméfaction importante, indurée, mal limitée ; le volume augmente progressivement. La douleur est légère. Parfois un trismus est présent. La cellulite aiguë circonscrite suppurée se caractérise par une tuméfaction bien limitée avec collection. La peau est rouge, chaude, et la palpation douloureuse, avec apparition du signe de godet. Au plan général, une fièvre est présente. La douleur est spontanément importante. Les signes fonctionnels sont des troubles de la déglutition et de la phonation, augmentés par une dent causale postérieure. La cellulite gangreneuse, liée à une infection par germes anaérobies, nécessite une hospitalisation en urgence. Elle se caractérise par un crépitement sous-cutané à la palpation (emphysème sous-cutané). La cellulite aiguë diffuse s'installe d'emblée, avec des signes généraux importants.
La cellulite maligne est caractérisée par la destruction tissulaire par nécrose. La palpation retrouve des crépitations neigeuses dues à la présence de gaz, une dureté ligneuse, un trismus serré constant. La ponction ramène du pus brunâtre, fétide et des débris sphacélés. La bactériologie ne confirme pas de germes spécifiques isolés. La cellulite chronique circonscrite présente un nodule ferme à la palpation, augmentant de volume, une tuméfaction saillante en vestibulaire. La palpation n'est pas douloureuse. Parfois on observe une fistule. La cellulite chronique diffuse ligneuse débute progressivement, sans signes fonctionnels.

### D'origine périnéale
Dans ce cas particulier, l'évolution vers une gangrène dite de Fournier, au pronostic sombre : 7,5 à 40 % de mortalité, constitue une urgence médico-chirurgicale absolue.

## Cellulite à éosinophiles
Il s'agit d'une forme rare de cellulite non infectieuse.

## Traitement
L’antibiothérapie par voie orale ou intraveineuse est dosée en fonction de la gravité, initialement probabiliste et adapté secondairement à l'antibiogramme. L'amoxicilline est souvent utilisée en première ligne, mais d'autres bêta-lactamines ou d'autres classes d'antibiotiques sont également utilisées. Le traitement peut associer un antalgique ou un antipyrétique si besoin. Parfois, un traitement chirurgical s'impose avec nettoyage et drainage de la région infectée.